# 集合 (クルアーン)
『集合』（しゅうごう）とは、クルアーンにおける第59番目の章（スーラ）。24の節（アーヤ）から成る。マディーナ啓示に分類される。

## 内容
ムスリム共同体（ウンマ）の結束と勝利について述べられる。